# 紹斯冰隆
紹斯冰隆（英語：Schaus Ice Rises）是南極洲的冰隆，位於威爾金斯冰架，處於埃羅伊卡半島北面的亞歷山大一世島西南岸，美國地質調查局根據美國海軍拍攝的空中照片繪入地圖，現時由南極條約體系管理。